# Olivier Demangel
Olivier Demangel est un romancier et scénariste français né le 13 juillet 1982 à Remiremont.

## Biographie
Il intègre l'École normale supérieure de Paris en 2002 et obtient l'agrégation de lettres modernes en 2004. Il intègre ensuite La Femis, département Scénario, d'où il sort diplômé en 2010. 
Il collabore à l'écriture de 9 mois ferme d'Albert Dupontel (César du meilleur scénario original en 2014), et coécrit La Vie en grand de Mathieu Vadepied, qui est sélectionné à la Semaine de la critique à Cannes en 2015 et obtient le prix du scénario au Festival international du film francophone de Tübingen, puis Wei or Die de Simon Bouisson qui remporte le FIPA d'or au Festival international des programmes audiovisuels de Biarritz en 2015. Il coécrit ensuite Atlantique de Mati Diop, qui remporte le grand prix du Festival de Cannes 2019, et Vers la bataille d'Aurélien Vernhes-Lermusiaux.
Après avoir participé à l'écriture de la saison 2 de Baron noir (Canal Plus), il est également co-scénariste de la saison 3. 
Romancier, il écrit 111 en 2015, publié aux Éditions de la Fanfare et sélectionné pour le prix Médicis, puis Station Service en 2018, publié par TohuBohu éditions.

## Filmographie

### Cinéma
- 2013 : 9 mois ferme d'Albert Dupontel (collaborateur au scénario)
- 2015 : La Vie en grand de Mathieu Vadepied
- 2017 : Rattrapage de Tristan Séguéla
- 2019 : Atlantique de Mati Diop
- 2019 : Vers la bataille d'Aurélien Vernhes-Lermusiaux
- 2022 : Tirailleurs de Mathieu Vadepied
- 2022 : Novembre de Cédric Jimenez
- 2025 : Mercato de Tristan Séguéla
- 2025 : Chien 51 de Cédric Jimenez
- 2025 : Le Roi Soleil de Vincent Maël Cardona

### Télévision
- 2015 : Wei or Die de Simon Bouisson
- 2018 : Baron Noir (saison 2)
- 2019 : Baron noir (saison 3)
- 2023 : Tapie (7 épisodes, co-réalisés avec Tristan Séguéla)

## Romans
- 2015 : 111, roman, Éditions de la Fanfare
- 2018 : Station Service, roman, TohuBohu éditions